# Церковь Хочанц
Хочанц (арм. Խոչանց) — армянская церковь в селе Гюсюлю Лачинского района Азербайджана.
С 1992 по 2020 года церковь находилась на территории, которую контролировала непризнанная НКР.

## История
Расположена в исторической провинции Армении Сюник[страница не указана 537 дней].
Хочанц (Гочаз) – известное село Кашатагского меликства с богатой историей. Впервые он упоминается как Хунчак в списке сел области Агаэчк, составленном Степаносом Орбеляном. Село упоминается в связи с двумя событиями: в начале XVII века, когда двое епископов из Великой Пустыни Татевской в ее окрестностях основали новый скит Хочанц, и в конце XVII века, когда армяне села Карби сражались с курдами-кочевниками.
Сама церковь упоминается с конца XIX века в связи с тем, что заброшенный храм покинутого армянами села курды использовали как склад корма для скота.
На западной стене церкви сохранилась плита со следующей надписью на армянском языке:
Во имя Бога, я, Хеказ, из владений отдал 4 уезда моих Степаносу

## Архитектура
Церковь представляет собой однонефную сводчатую базилику, построенную из необработанного камня на известковом растворе. Церковь имеет алтарную абсиду, единственный вход в южной части, по одному расширяющемуся вовнутрь окну в каждой стене и крестильную купель в северной стене. В стены церкви встроено несколько хачкаров. Внешние размеры церкви — 13,40 м на 8,15 м.
В последние десятилетия советской власти здание церкви использовалось сельчанами как хлебопекарня, по этой причине были видоизменены некоторые его участки, с южной и западной сторон были пристроены новые помещения. 